# Diego Llopis
Diego Llopis (Ciudadela, Islas Baleares, 2 de mayo de 1929 — Ciudadela, 11 de noviembre de 2013) fue un futbolista español que jugaba en la demarcación de defensa.

## Biografía
Diego Llopis debutó como futbolista profesional en 1953 con el S. D. Escoriaza a los veinticuatro años de edad en la Segunda División de España. Un año después se marchó al Terrassa F. C., con quien ganó la Tercera División de España. En su última temporada con el Terrassa, Llopis se lesionó de gravedad y se planteó dejar su carrera como futbolista. Tras su recuperación, y tras un breve paso en el Atlético de Ciudadela, Llopis fue fichado por el R. C. D. Mallorca, convirtiéndose en el primer menorquín del club desde su fundación. En 1961 fichó por el C. E. Constància, y una temporada más tarde hizo lo propio por el Cartagena F. C., club en el que se retiró en 1963 a los treinta y cuatro años de edad.
Diego Llopis falleció el 11 de noviembre de 2013 en Ciudadela a los ochenta y cuatro años de edad.

## Clubes
| Club                  | País   | Año       | Partidos | Goles |
| --------------------- | ------ | --------- | -------- | ----- |
| S. D. Escoriaza       | España | 1953-1954 | 8        | 0     |
| Terrassa F. C.        | España | 1954-1957 | 15       | 1     |
| Atlético de Ciudadela | España | 1957-1958 |          |       |
| R. C. D. Mallorca     | España | 1958-1960 | 16       | 1     |
| C. E. Constància      | España | 1961      |          |       |
| Cartagena F. C.       | España | 1961-1963 | 21       | 2     |

## Palmarés
Terrassa F. C.
- Tercera División de España: 1954